# Rivière au Doré
Rivière au Doré är ett vattendrag i Kanada.   Det ligger i provinsen Québec, i den östra delen av landet, 400 km nordost om huvudstaden Ottawa.
I omgivningarna runt Rivière au Doré växer i huvudsak blandskog. Runt Rivière au Doré är det ganska tätbefolkat, med 52 invånare per kvadratkilometer.